# 1932년 하계 올림픽 메달 집계
1932년 하계 올림픽 메달 집계는 1932년 하계 올림픽에서 획득한 메달 순으로 매긴 각국의 국가 올림픽 위원회들의 목록이다.

## 메달 집계
다음은 국제 올림픽 위원회에서 제공하는 정보를 토대로 한 표로, 금메달 · 은메달 · 동메달의 수 순서로 랭킹을 매긴다. 금은동의 수가 모두 동률일 경우, 같은 순위가 되고 IOC 국가 부호의 알파벳 순으로 목록에 표시한다.
주최국인 미국은 연보라색으로 표시되어 있다.
  주최국 (미국)
| 순위 | 국가            | 금메달 | 은메달 | 동메달 | 합계 |
| ---- | --------------- | ------ | ------ | ------ | ---- |
| 1    | 미국            | 41     | 32     | 30     | 103  |
| 2    | 이탈리아 왕국   | 12     | 12     | 12     | 36   |
| 3    | 프랑스          | 10     | 5      | 4      | 19   |
| 4    | 스웨덴          | 9      | 5      | 9      | 23   |
| 5    | 일본            | 7      | 7      | 4      | 18   |
| 6    | 헝가리          | 6      | 4      | 5      | 15   |
| 7    | 핀란드          | 5      | 8      | 12     | 25   |
| 8    | 영국            | 4      | 7      | 5      | 16   |
| 9    | 독일            | 3      | 12     | 5      | 20   |
| 10   | 오스트레일리아  | 3      | 1      | 1      | 5    |
| 11   | 아르헨티나      | 3      | 1      | 0      | 4    |
| 12   | 캐나다          | 2      | 5      | 8      | 15   |
| 13   | 네덜란드        | 2      | 5      | 0      | 7    |
| 14   | 폴란드          | 2      | 1      | 4      | 7    |
| 15   | 남아프리카 연방‏‎ | 2      | 0      | 3      | 5    |
| 16   | 아일랜드        | 2      | 0      | 0      | 2    |
| 17   | 체코슬로바키아  | 1      | 2      | 1      | 4    |
| 18   | 오스트리아      | 1      | 1      | 3      | 5    |
| 19   | 인도            | 1      | 0      | 0      | 1    |
| 20   | 덴마크          | 0      | 3      | 3      | 6    |
| 21   | 멕시코          | 0      | 2      | 0      | 2    |
| 22   | 라트비아        | 0      | 1      | 0      | 1    |
| 22   | 뉴질랜드        | 0      | 1      | 0      | 1    |
| 22   | 스위스          | 0      | 1      | 0      | 1    |
| 25   | 필리핀          | 0      | 0      | 3      | 3    |
| 26   | 스페인          | 0      | 0      | 1      | 1    |
| 26   | 우루과이        | 0      | 0      | 1      | 1    |
| 합계 | 합계            | 116    | 116    | 114    | 346  |